# قشلاق امیرخانلو حاجی شکر
قشلاق امیرخانلو حاجی شکر یک روستا در ایران است که در دهستان محمودآباد (پارس‌آباد) واقع شده‌است. قشلاق امیرخانلو حاجی شکر ۱۸۲ نفر جمعیت دارد.